# Eishockey-Europapokal 1978/79
Der Eishockey-Europapokal in der Saison 1978/79 war die 14. Austragung des gleichnamigen Wettbewerbs durch die Internationale Eishockey-Föderation IIHF. Der Wettbewerb wurde von September 1978 bis zum 29. August 1979 ausgetragen. Insgesamt nahmen 19 Mannschaften aus 19 Nationen daran teil. Der 14. Europapokalsieger wurde die sowjetische Mannschaft von ZSKA Moskau, die sich im Finalturnier gegen Poldi SONP Kladno, Ässät Pori und den Skellefteå AIK durchsetzte.

## Modus und Teilnehmer
Die Landesmeister des Spieljahres 1977/78 der europäischen Mitglieder der IIHF waren für den Wettbewerb qualifiziert. Das Turnier wurde im K.-o.-System mit zwei Spielen pro Runde ausgetragen. Dabei wurden jeweils ein hin- und ein Rückspiel ausgetragen. Diejenige Mannschaft, welche mehr Spiele gewann, rückte in die nächste Runde vor. Gegebenenfalls wurde ein zusätzliches Penalty-Schießen ausgetragen, um den Rundensieger zu ermitteln.
Der SC Riessersee erhielt ein Freilos für die erste Runde, während Ässät Pori und den Skellefteå AIK direkt für die vierte Runde qualifiziert waren. Die beiden Finalisten des Europapokals 1977/78, Poldi SONP Kladno und ZSKA Moskau, waren für das Finalturnier gesetzt.
- CH Casco Viejo Bilbao
- Feenstra Flyers Heerenveen
- EHC Biel
- ATSE Graz
- Ferencváros Budapest
- Gap Hockey Club
- HC Bozen
- Rødovre IK
- IL Manglerud/Star Oslo
- Spartak-Lewski Sofia
- HK Jesenice
- Steaua Bukarest
- SC Dynamo Berlin
- Podhale Nowy Targ
- SC Riessersee (Freilos in der 1. Runde)
- Ässät Pori (für die 4. Runde gesetzt)
- Skellefteå AIK (für die 4. Runde gesetzt)
- ZSKA Moskau (Titelverteidiger; für das Finalturnier gesetzt)
- TJ Poldi SONP Kladno (für das Finalturnier gesetzt)

## Turnier

### 1. Runde
Die Spiele der ersten Runde wurden im September 1978 ausgetragen. 14 Mannschaften spielten die sieben Qualifikanten für die zweite Runde aus.
|                       |                            | Gesamt | 1. Spiel | 2. Spiel |
| --------------------- | -------------------------- | ------ | -------- | -------- |
| CH Casco Viejo Bilbao | Feenstra Flyers Heerenveen | 5:30   | 3:9      | 2:21     |
| ATSE Graz             | Ferencváros Budapest       | 9:4    | 4:1      | 5:31     |
| Gap Hockey Club       | HC Bozen                   | 9:23   | 4:8      | 5:15     |
| Rødovre IK            | IL Manglerud/Star Oslo     | 5:9    | 2:2      | 3:7      |
| Steaua Bukarest       | Spartak-Lewski Sofia       | 13:3   | 6:1      | 7:2      |
| SC Dynamo Berlin      | Podhale Nowy Targ          | 7:13   | 5:6      | 2:7      |
| EHC Biel              | HK Jesenice                | 22:11  | 15:5     | 7:6      |

1 Fand in Debrecen statt.

### 2. Runde
Die Spiele der zweiten Runde wurden im Oktober 1978 ausgetragen. Die sieben Sieger der ersten Runde sowie die der mit einem Freilos für die erste Runde ausgestattete Teilnehmer –  SC Riessersee – spielten die vier Qualifikanten für die dritte Runde aus.
|                            |                   | Gesamt | 1. Spiel | 2. Spiel              |
| -------------------------- | ----------------- | ------ | -------- | --------------------- |
| Feenstra Flyers Heerenveen | SC Riessersee     | 9:13   | 3:3      | 6:10                  |
| Steaua Bukarest            | EHC Biel          | 14:13  | 8:5      | 2:5 n. V. → 4:3 n. P. |
| HC Bozen                   | ATSE Graz         | 4:9    | 1:3      | 3:6                   |
| IL Manglerud/Star Oslo     | Podhale Nowy Targ | 4:16   | 2:3      | 2:13                  |

### 3. Runde
Die Spiele der dritten Runde wurden im Dezember 1978 und Januar 1979 ausgetragen. Die vier Sieger der zweiten Runde spielten die zwei Qualifikanten für die vierte Runde aus.
|                   |                 | Gesamt | 1. Spiel | 2. Spiel |
| ----------------- | --------------- | ------ | -------- | -------- |
| ATSE Graz         | SC Riessersee   | 12:11  | 8:7      | 4:4      |
| Podhale Nowy Targ | Steaua Bukarest | 6:2    | 3:1      | 3:1      |

### 4. Runde
Aufgrund finanzieller Schwierigkeiten verzichtete der ATSE Graz auf eine Teilnahme an der vierten Runde des Pokalwettbewerbs.
|                |                   | Ergebnis          |
| -------------- | ----------------- | ----------------- |
| Ässät Pori     | Podhale Nowy Targ | 7:2               |
| Skellefteå AIK | ATSE Graz         | nicht ausgespielt |

### Finalturnier
Das Finalturnier wurde vom 26. bis 29. August 1979 im österreichischen Innsbruck ausgetragen. Die Spiele fanden in der 7.800 Zuschauer fassenden Olympiahalle statt.
Die Partie zwischen ZSKA Moskau und Poldi SONP Kladno galt gleichzeitig als Finalspiel des Turniers des Vorjahres.
| 26. August 1979 | TJ Poldi SONP Kladno | 8:3 (1:2, 3:0, 4:1) | Ässät Pori | Olympiahalle, Innsbruck |

| 26. August 1979 | ZSKA Moskau | 6:1 (3:1, 1:0, 2:0) | Skellefteå AIK | Olympiahalle, Innsbruck |

| 27. August 1979 | Skellefteå AIK | 4:4 (1:0, 2:2, 1:2) | TJ Poldi SONP Kladno | Olympiahalle, Innsbruck |

| 27. August 1979 | ZSKA Moskau | 12:3 (3:1, 5:0, 4:2) | Ässät Pori | Olympiahalle, Innsbruck |

| 29. August 1979 | Ässät Pori | 3:2 (2:0, 0:2, 1:0) | Skellefteå AIK | Olympiahalle, Innsbruck |

| 29. August 1979 | ZSKA Moskau Waleri Charlamow (12.) Sergei Kapustin (45.) Alexander Lobanow (48.) | 3:1 (1:0, 0:0, 2:1) | TJ Poldi SONP Kladno Lubomír Bauer (41.) | Olympiahalle, Innsbruck Zuschauer: 5.000 |

| Pl. |                      | Sp | S | U | N | Tore  | Punkte |
| --- | -------------------- | -- | - | - | - | ----- | ------ |
| 1.  | ZSKA Moskau          | 3  | 3 | 0 | 0 | 21:05 | 6:0    |
| 2.  | TJ Poldi SONP Kladno | 3  | 1 | 1 | 1 | 13:10 | 3:3    |
| 3.  | Ässät Pori           | 3  | 1 | 0 | 2 | 09:22 | 2:4    |
| 4.  | Skellefteå AIK       | 3  | 0 | 1 | 2 | 07:13 | 1:5    |

#### Beste Scorer
Abkürzungen: G = Tore, A = Assists, Pts = Punkte; Fett: Turnierbestwert
| Spieler           | Team       | G | A | Pts |
| ----------------- | ---------- | - | - | --- |
| Milan Nový        | Kladno     | 3 | 3 | 6   |
| Eduard Novák      | Kladno     | 3 | 3 | 6   |
| Ladislav Vysušil  | Kladno     | 1 | 5 | 6   |
| Sergei Kapustin   | Moskau     | 4 | 1 | 5   |
| Wladimir Petrow   | Moskau     | 2 | 3 | 5   |
| Wiktor Schluktow  | Moskau     | 2 | 3 | 5   |
| Helmuts Balderis  | Moskau     | 1 | 4 | 5   |
| Lars Nyström      | Skellefteå | 3 | 1 | 4   |
| Nikolai Drosdezki | Moskau     | 2 | 2 | 4   |
| Veli-Matti Ruisma | Ässät Pori | 2 | 1 | 3   |
| Irek Gimajew      | Moskau     | 2 | 1 | 3   |
| Alexander Lobanow | Moskau     | 2 | 1 | 3   |
| Václav Sýkora     | Kladno     | 2 | 1 | 3   |

### Siegermannschaft
| Europapokalsieger ZSKA Moskau | Torhüter: Wladislaw Tretjak, Alexander Tyschnych Verteidiger: Sergei Babinow, Wjatscheslaw Fetissow, Sergei Gimajew, Alexei Kassatonow, Wladimir Luttschenko, Sergei Starikow, Alexei Woltschenkow, Gennadi Zygankow Angreifer: Wjatscheslaw Anissin, Helmuts Balderis, Waleri Charlamow, Nikolai Drosdezki, Irek Gimajew, Sergei Kapustin, Wladimir Krutow, Alexander Lobanow, Sergei Makarow, Boris Michailow, Wladimir Petrow, Wiktor Schluktow Trainerstab: Wiktor Tichonow, Juri Moissejew, Juri Owtschukow |